# Diplonevra pilivena
Diplonevra pilivena är en tvåvingeart som beskrevs av Borgmeier 1966. Diplonevra pilivena ingår i släktet Diplonevra och familjen puckelflugor.
Artens utbredningsområde är Kuba. Inga underarter finns listade i Catalogue of Life.